# Nicolas Lucidel

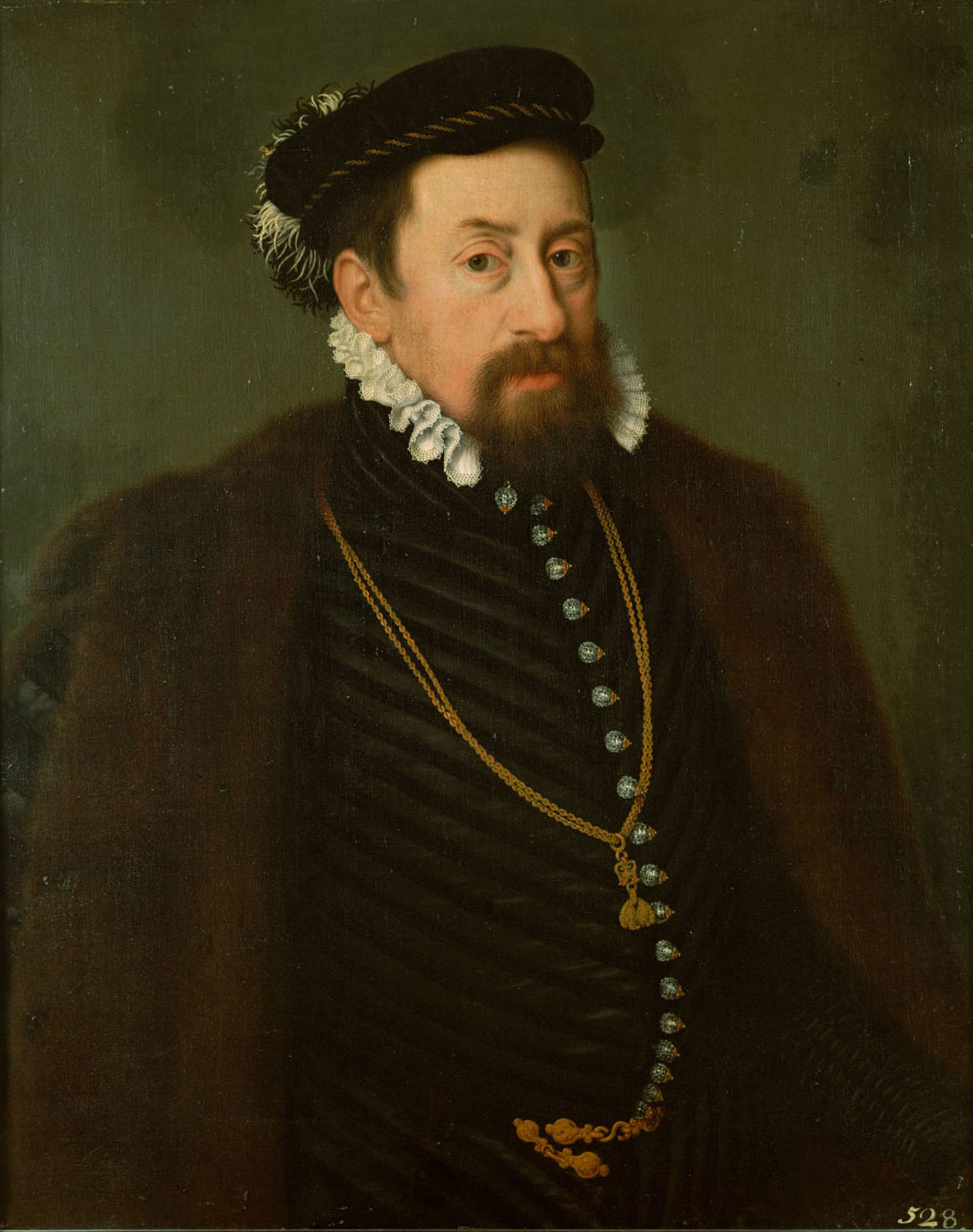
Nicolas Lucidel (Neufchâtel), Ritratto di Massimiliano II d'Asburgo (1566), Kunsthistorisches Museum, Vienna

Nicolas Lucidel, (o Nicolas Neufchâtel), detto Lucitello (Grafschaft Bergen, 1527 – 1590 ?), è stato un pittore fiammingo, attivo in Germania e Belgio; è considerato uno dei più importanti pittori di ritratti nella seconda metà del XVI secolo in area tedesca-fiamminga.

## Biografia
Le prime notizie su Nicolas Lucidel si trovano negli archivi della Corporazione di San Luca di Anversa, dove viene chiamato Colyn van Nieucasteel e viene definito allievo del pittore Pieter Coecke van Aelst nell'anno 1539.
Come studente ad Anversa, Lucitello entrò in contatto con i lavori di Frans Floris, Willem Key, e altri maestri attivi negli anni '40 del 1500.
Dal 1561 al 1567 visse a Norimberga. Sembra che si trasferì in Germania per motivi religiosi; il 23 luglio del 1567, il consiglio cittadino lo ammonì dal partecipare alle "sommosse" dei calvinisti.
Si ritiene abbia vissuto a Norimberga fino almeno al 1573, l'anno in cui dipinse il ritratto dello scultore Johan Gregor van der Schardt. Dopo quella data mancano notizie sulla sua vita. Alcuni studiosi ritengono sia morto attorno al 1590, mentre
lo studioso tedesco Doppelmayr riporta nel suo Historische Nachricht von den Nürnbergischen Mathematicis und Künstlern il 1597 come data del decesso..